# Guantanamo Bay

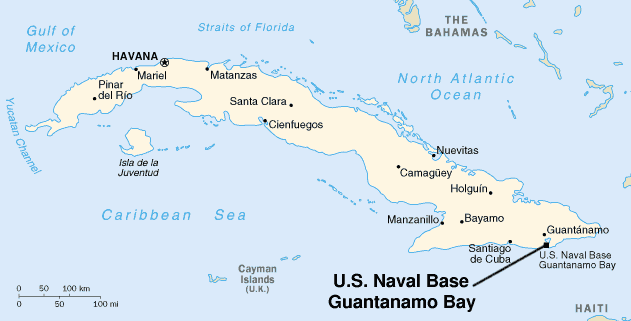
Locatie van Guantanamo Bay op Cuba

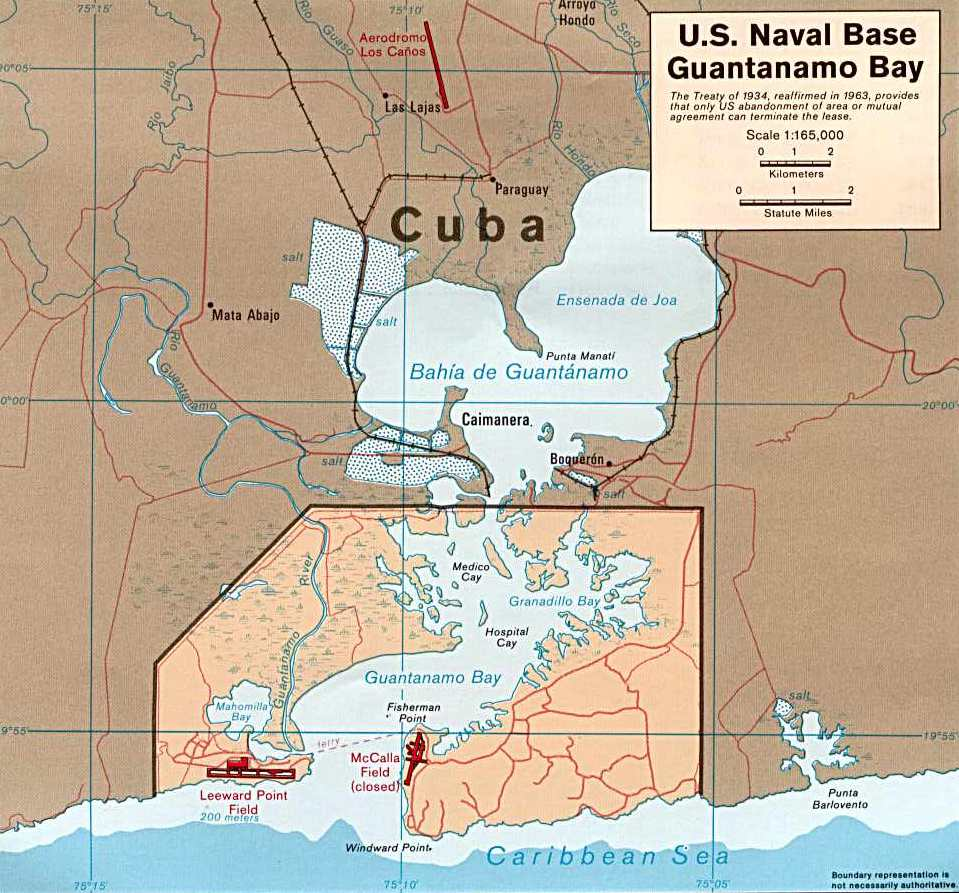
Kaart met de grenzen van de basis

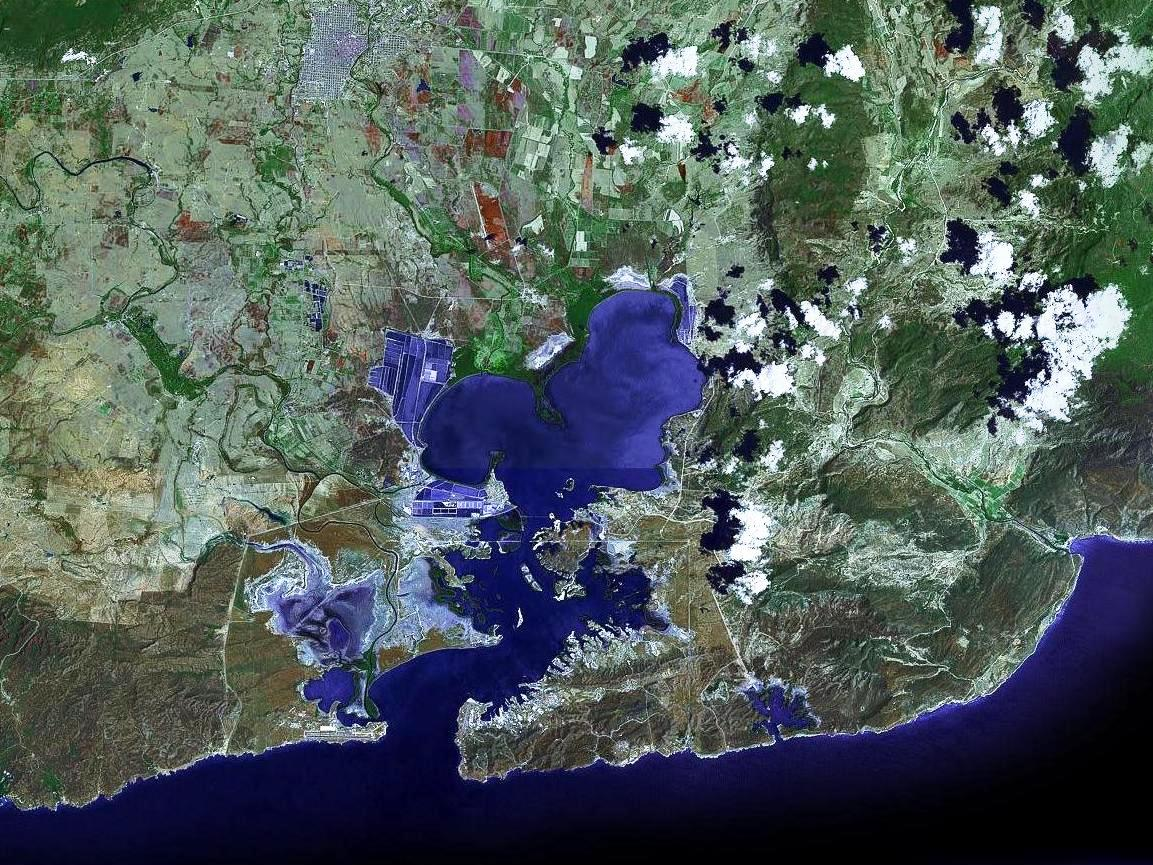
Satellietfoto van Guantanamo Bay

Guantanamo Bay (in de volksmond ook wel Gitmo genoemd) is een marinebasis van de Verenigde Staten aan de Guantánamobaai op Cuba. De basis ligt aan het zuidelijke gedeelte van de baai. Formeel hoort het grondgebied van de basis tot Cuba, maar de Verenigde Staten hebben het in concessie; de geldigheid van die concessie wordt door de Cubaanse regering in twijfel getrokken.
De basis omvat behalve de marinefaciliteiten en fortificaties ook de luchthavens Leeward Point Field en McCalla Field. De laatstgenoemde luchthaven is inactief. De basis is een trainings- en opleidingscentrum voor de Atlantische vloot van de Amerikaanse marine. De bijnaam van de basis luidt Pearl Harbor of the Atlantic. De installaties van de basis beslaan een oppervlak van ongeveer 117 km². In Guantanamo Bay bevindt zich sinds 2002 het omstreden gevangenenkamp Guantanamo Bay.

## Geschiedenis
De basis Guantanamo Bay werd gevestigd in 1898, toen de VS aan het eind van de Spaans-Amerikaanse Oorlog Cuba op Spanje veroverden door de invasie van Guantánamobaai. De regering van de VS pacht het gebied sindsdien van Cuba. Het pachtcontract kan slechts worden verbroken indien beide partijen wederzijds toestemming zouden verlenen het contract te beëindigen. Vanaf 2004 is het de enige actieve basis van de VS op communistisch grondgebied. Er zijn circa 3000 manschappen actief. De VS blijven vasthouden aan de pachtvoorwaarden, vastgelegd in het Platt Amendement en bestaande uit twee documenten die in 1902 en 1903 werden ondertekend, en een verdrag uit 1934. Hierin staat dat de VS "volledige jurisdictie en controle" over het gebied hebben, terwijl Cuba wordt erkend als rechthebbend op de uiteindelijke soevereiniteit. De overeenkomst stelt verder dat de VS 2000 gouden muntstukken (omgerekend ca. 4000 euro) per jaar aan pacht zullen betalen.
In de periode dat Fidel Castro in Cuba aan de macht was, heeft hij slechts één keer de pacht van de basis geïnd, omdat hij de basis als onrechtmatig beschouwt. Hoewel er geen diplomatieke relaties tussen de Verenigde Staten en Cuba bestaan, zijn beide staten overeengekomen vluchtelingen van Cubaanse afkomst aan de Cubaanse autoriteiten over te dragen en vluchtelingen van Amerikaanse afkomst aan de VS over te dragen (voor misdrijven verricht op Guantanamo Bay).
De controle van de VS over het Cubaanse grondgebied is nooit populair geweest bij de Cubanen. De Cubaanse regering sloot de waterleiding van de basis af, waardoor de Verenigde Staten zich gedwongen zagen water uit Jamaica in te voeren en vervolgens waterzuiveringsinstallaties te bouwen. Sinds 1964 is de basis zelfvoorzienend voor eigen water en elektriciteit. Twee bejaarde Cubanen kwamen tot 2012 nog dagelijks door de noordoostelijke poort om op de basis te werken, maar de Cubaanse regering staat geen nieuwe aanstellingen toe.

## Detentie van gevangenen

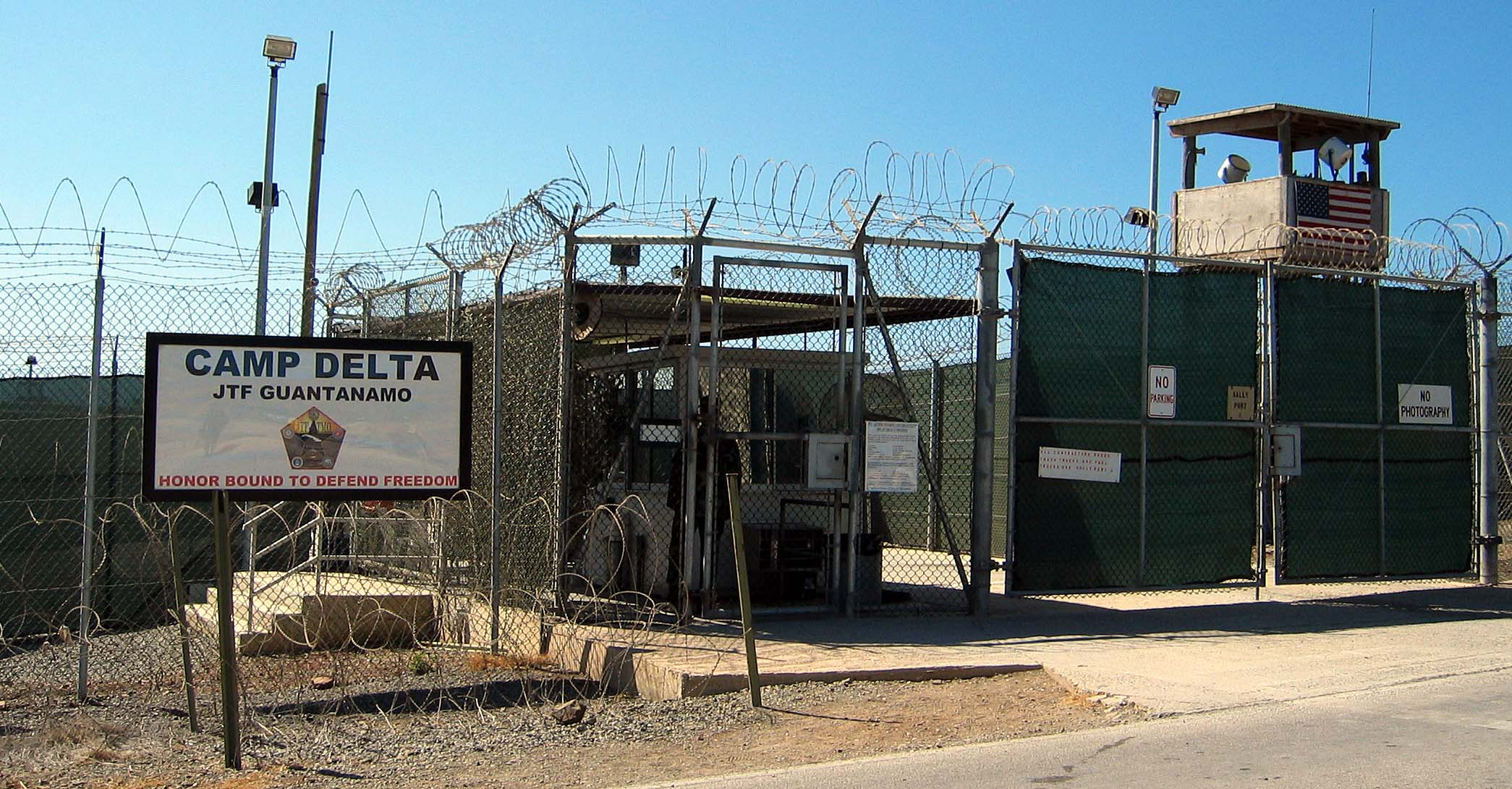
Camp Delta op Guantanamo Bay

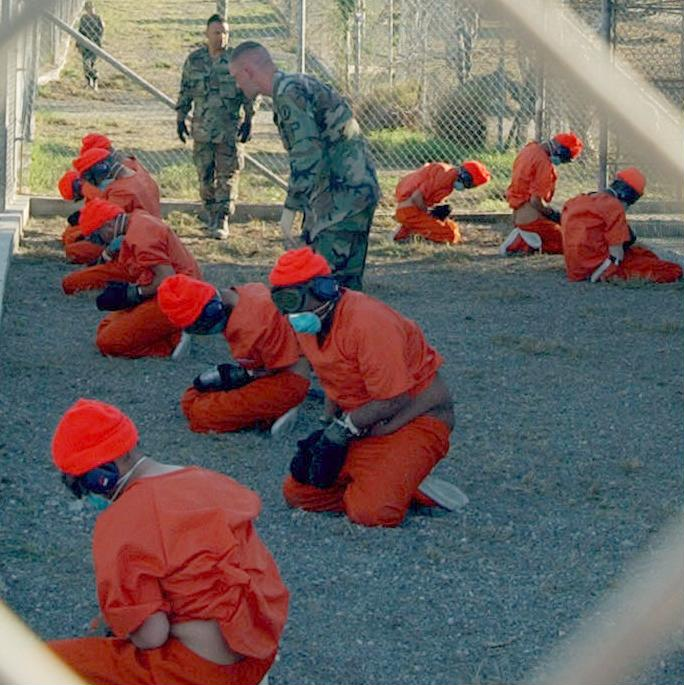
Gevangenen, zojuist aangekomen in Camp X-Ray, januari 2002

In het laatste kwart van de twintigste eeuw werd de basis gebruikt om Cubaanse en Haïtiaanse vluchtelingen te huisvesten die op zee waren onderschept. Vanaf 2002 echter wordt een gedeelte van de basis gebruikt om verdachte al Qaida- en Talibangevangenen uit onder andere Afghanistan vast te houden. De laatste keer dat er nieuwe gevangenen bij kwamen was op 22 september 2004, toen tien gevangenen uit Afghanistan werden overgebracht. Momenteel (januari 2025) worden er vijftien mensen vastgehouden.
De eigenaardige juridische status van Guantanamo Bay was een factor in de keuze voor Guantanamo als detentiecentrum. Omdat de soevereiniteit van Guantanamo Bay uiteindelijk bij Cuba berust, stelden de VS dat personen die in Guantanamo Bay worden vastgehouden juridisch "buiten" de VS zouden verblijven en daarom dus niet op dezelfde constitutionele rechten aanspraak zouden kunnen maken, die zij op Amerikaans grondgebied zouden hebben. Hierdoor zouden zij gemarteld kunnen worden, zonder dat daarmee de wet dan zou worden overtreden. In 2004 verwierp het Amerikaanse Hooggerechtshof dit argument in de zaak Rasul v. Bush bij meerderheidsbesluit en besliste dat de gevangenen in Guantanamo Bay toegang tot reguliere Amerikaanse hoven hebben. Het juridisch argument was dat de VS de exclusieve controle over Guantanamo Bay hebben.
Drie Britse gevangenen die in 2004 werden vrijgelaten hebben verteld dat er sprake is van voortdurende martelingen, seksuele vernedering, gedwongen drugsgebruik en godsdienstige vervolging door de Amerikaanse bewakers op Guantanamo Bay. Ze hebben een 115 pagina's dik dossier opgesteld met gedetailleerde beschuldigingen. Zij beschuldigen ook de Britse autoriteiten van de martelingen op de hoogte te zijn zonder actie te ondernemen. Hun beweringen werden bevestigd door twee Franse en een Zweedse oud-gevangene. In antwoord op de beschuldigingen stelde Gordon England van de Amerikaanse marine dat een inspecteur-generaal van de marine een overzicht van de praktijken in Guantanamo Bay heeft gemaakt en heeft geconcludeerd dat Guantanamo Bay "aan zeer hoge eisen" voldoet.
Ook zouden er minderjarige gevangenen worden vastgehouden op verdenking van betrokkenheid bij vijandige handelingen en oorlogsmisdaden, in elk geval Omar Ahmed Khadr, die de Canadese nationaliteit zou hebben en in juli 2002 in Afghanistan op 15-jarige leeftijd gevangen was genomen.
De rapporten van de pers betreffende de opsluiting en de duidelijke marteling van een Britse gevangene die momenteel in Guantanamo Bay verblijft, leidden tot wijdverspreide verontwaardiging in het Verenigd Koninkrijk.
Op 26 november 2003 verklaarde de directeur-generaal van het Internationale Rode Kruis, Angelo Gnaedinger, dat op Guantanamo Bay zelfs kinderen van twaalf jaar oud gevangen zouden zitten. Het Rode Kruis onderhandelde op dat moment met de Amerikaanse regering over het lot van de gevangenen op de basis.
Op 10 juni 2006 pleegden drie gevangenen zelfmoord op Guantanamo Bay. Commandant Harry Harris verklaarde daarover: "Dit was geen wanhoopsdaad, maar een daad van actieve oorlogsvoering tegen ons."
Eind juni 2006 bepaalde het Hooggerechtshof in de zaak Hamdan v. Rumsfeld dat de gevangenen van Guantanamo Bay niet voor speciale tribunalen vervolgd moesten worden, omdat dit volgens het hof in strijd was met zowel Amerikaans als internationaal recht. Hiermee moest de regering-Bush terug naar de tekentafel wat betreft de behandeling van de enemy combatants.
In 2009 gaf een Amerikaanse regeringsmedewerker, Susan Crawford, toe, dat in het detentiekamp een gevangene is gemarteld. Het ging hier om Mohammed Al-Qahtani, die ook wel bekendstaat als de 'twintigste kaper': hij had voor de aanslagen op 11 september 2001 geprobeerd zich bij de andere kapers te voegen. De verhoormethoden (onder meer bedreiging met een hond, blootstelling aan kou) leidden tot medische problemen, die bij Crawford tot de conclusie leidden dat sprake was van marteling. Al-Qahtani wordt dan ook niet vervolgd. Crawford werd door president Bush aangesteld om te besluiten over vervolging van Guantanamo-gevangenen.
Uit een rapport van het Internationale Rode Kruis (ICRC) uit 2007, dat in april 2009 in handen kwam van New York Review of Books, blijkt dat medisch personeel van de CIA betrokken was bij de mishandelingen van gevangenen. Ze hielden onder meer toezicht op het waterboarden en grepen in door het advies te geven te stoppen of (met enige aanpassingen) door te gaan met de activiteit. Ook was gezondheidspersoneel van de dienst betrokken bij ondervragingen. In sommige gevallen werd gezegd, dat medische zorg afhankelijk was van de medewerking van de gevangene. Uit het rapport blijkt ook, dat veel verzoeken van het Rode Kruis om informatie door de regering-Bush werden genegeerd.

### Medewerking van Europese landen
Verschillende EU-lidstaten stelden hun luchthavens beschikbaar voor vluchten van de CIA die gevangenen vervoerden naar Guantanamo Bay of andere Amerikaanse detentiecentra in landen als Egypte of Marokko. Volgens een onderzoekscommissie van het Europees Parlement vonden tussen eind 2001 en eind 2005 1245 van dergelijke vluchten plaats.
Het rapport werd in het Europees Parlement behandeld op 14 februari 2007, een week nadat verschillende Europese regeringen een VN-conventie tegen geheime detentie ondertekenden.

### Sluiting
De Amerikaanse minister van Defensie, Robert Gates, was vanaf zijn aantreden in 2006 voorstander van het sluiten van het gevangenenkamp op Guantanamo Bay. Volgens hem moesten de gedetineerden in detentiecentra in de VS worden ondergebracht. Hij werd hierin gesteund door minister Condoleezza Rice van Buitenlandse Zaken. Felle tegenstanders van dit voorstel waren minister van Justitie Alberto Gonzales en vicepresident Dick Cheney.
In december 2008 deed de Portugese minister van Buitenlandse Zaken, Luis Amado, een oproep aan de regeringen van de Europese Unie na sluiting van de gevangenis zij die daar nog vastzaten (zo'n 250 man) asiel te verlenen. Dit omdat sommige gevangenen in hun land van herkomst mogelijk gevangengezet en gemarteld zouden worden. De Amerikaanse regering, bij monde van een adviseur van minister Condoleeza Rice, verwelkomde het initiatief.
In februari 2009 liet Spanje weten een aantal gevangenen van het kamp 'in principe' te willen opnemen. Meerdere Europese landen, waaronder Frankrijk en België, volgden dit voorbeeld.
Gedurende zijn presidentiële campagne in 2008 beschreef Barack Obama Guantanamo Bay als een "betreurenswaardig hoofdstuk in de Amerikaanse geschiedenis" en beloofde hij de gevangenis in 2009 te sluiten. Nadat hij was verkozen, herhaalde hij dit in het programma 60 Minutes en This Week. Obama beloofde nog voor zijn inauguratie de gevangenis binnen drie maanden te sluiten. Zijn eerste beleidsdaad na zijn aanstelling was dan ook het opschorten van alle processen lopende in gevangenissen in Guantànamo Bay.
Op 12 januari 2009 berichtte Associated Press dat Obama plannen had om tijdens zijn eerste week als president het bevel te geven de gevangenis te sluiten, niettemin kon het zijn dat de gevangenis niet werd gesloten binnen zijn eerste honderd dagen als president. Tijdens de eerste uren van zijn presidentschap gaf hij het bevel om de vervolging van gevangenen tijdelijk te staken. Op 22 januari 2009 gaf president Obama het bevel het gevangenenkamp op Guantanamo Bay binnen een jaar te sluiten. Het lukte hem echter niet. Het gevangenenkamp bestaat nog altijd. In 2020 werden er onder meer nog minstens twee Afghanen vastgehouden die werden verdacht banden te hebben met terreurorganisaties, Asadullah Haroon en Muhammed Rahim, nadat vele personen die voor Taliban-leiders werden gehouden inmiddels waren vrijgelaten.

## Hongerstakingen
Gevangenen in Guantanamo Bay gaan regelmatig uit protest tegen de opsluiting en omstandigheden in hongerstaking, maar worden desnoods door de autoriteiten dwangmatig gevoed. Een van de sympathisanten buiten de gevangenis is Diane Wilson.